# Skotské národní galerie
Skotské národní galerie (anglicky National Galleries of Scotland, zkratkou NGS, gaelsky Gailearaidhean Nàiseanta na h-Alba) je veřejnoprávní instituce, která řídí tři skotské národní galerie v Edinburghu (jsou jimi Skotská národní galerie, Skotská národní portrétní galerie a Skotská národní galerie moderního umění) a dva venkovské zámky zpřístupněné veřejnosti a vybavené uměleckými předměty (Duff House v Banffu v Aberdeenshire a Paxton House v Paxtonu v Berwickshire). Je součástí Skotských národních sbírek a jejím cílem je péče o národní kulturní dědictví v oblasti výtvarného umění. Skotské národní galerie byly založeny roku 1985 zákonem National Heritage (Scotland) Act.
Skotská národní galerie (Scottish National Gallery) byla otevřena roku 1859 a sídlí na pahorku The Mound v neoklasické budově inspirované antickými chrámy, jejímž autorem je William Henry Playfair. Sbírky obsahují jednak díla předních umělců zahraničních (například Anthonis van Dyck, Giambattista Tiepolo, Rubens, Tizian, El Greco a Monet) a také rozsáhlou sbírku klasických malířů skotských (Alexander Nasmyth, Henry Raeburn a další), mimo jiné nejznámější skotský obraz Reverend Robert Walker bruslí na jezeře Duddingston Loch připisovaný Raeburnovi nebo nověji i Danlouxovi.
Skotská národní portrétní galerie (Scottish National Portrait Gallery), k níž patří rovněž Skotská národní sbírka fotografií (Scottish National Photography Collection) sbírá portréty skotských osobností. Sbírku založil David Steuart Erskine koncem 18. století, samostatná portrétní galerie podle vzoru londýnské galerie stejného zaměření vznikla roku 1889. Novogotickou budovu navrhl Robert Rowand Anderson, uvnitř je asi 3000 obrazů a soch, 25 000 tisků a grafik a 38 000 fotografií.
Skotská národní galerie moderního umění (Scottish National Gallery of Modern Art) sbírá umění vzniklé zhruba po roce 1900. Vznikla roku 1960 a nyní sídlí ve dvou budovách zvaných Modern One a Modern Two na třídě Belford Road. Zastoupeni jsou například Salvador Dalí, René Magritte, Alberto Giacometti, Oskar Kokoschka, Francis Bacon, David Hockney, Andy Warhol, Joan Eardley, Alan Davie, Douglas Gordon, Antony Gormley, Robert Priseman, Tracey Eminová, Louise Bourgeois, Robert Mapplethorpe a Damien Hirst; kolem budov se nacházejí sochy tvůrců jako Ian Hamilton Finlay, Barbara Hepworth, Henry Moore, George Rickey, Rachel Whiteread, Richard Long a Nathan Coley.